# Öngyilkos osztag: Iszekai
Az Öngyilkos osztag: Iszekai (異世界スーサイド・スクワッド; Isekai Sūsaido・Sukuwaddo; Suicide Squad Isekai) egy
2024-ben indult japán animesorozat, amely a DC Comics Öngyilkos osztagán alapul. A Wit Studio és a Warner Bros. Japan gyártotta, rendezője Eri Osada, forgatókönyvírója Tappei Nagatsuki és Eiji Umehara, producere Shinya Tsuruoka, zenéjét Kenichiro Suehiro szerezte.
Amerikában a tíz részes sorozat első három epizódját 2024. június 27-én mutatta be a HBO Max és a Hulu, valamint több nemzetközi régióban is ugyanezen a napon kerültek fel különféle egyéb streamingszolgáltatásokra, így Magyarországon is szintén a Maxen látható 2024. június 27-től. Japánban 2024. július 6-tól kezdte vetíteni a Tokyo MX és a BS11.

## Cselekmény
Amanda Waller, az ARGUS igazgatója egy veszélyes bűnözőkből álló csapatot küld küldetésre a mágia és szörnyek világába. Később Harley Quinnhez, Agyagpofához, Deadshothoz, Békeharcoshoz és Cápakirályhoz csatlakozik Rick Flag ARGUS-ügynök is. Az „Öngyilkos osztag” feladata, hogy segítsen egy királyságnak a mitikus lények elleni küzdelemben, később kiderül hogy olyan szupergonoszok irányítják a lényeket, akiket előttük küldtek a másik világra. Ha nem hajtják végre időben küldetésüket, vagy megpróbálnak elmenekülni, a nyakukba helyezett bombák felrobbannak.

## Szereplők
| Szerep                         | Japán hang       | Angol hang           | Magyar hang            |
| ------------------------------ | ---------------- | -------------------- | ---------------------- |
| Harleen Quinzel / Harley Quinn | Anna Nagase      | Karlii Hoch          | Csifó Dorina           |
| Joker                          | Yuichiro Umehara | Scott Gibbs          | Szabó Máté             |
| Floyd Lawton / Deadshot        | Reigo Yamaguchi  | Jovan Jackson        | Horváth-Töreki Gergely |
| Christopher Smith / Békeharcos | Takehito Koyasu  | Sean Patrick Judge   | Zöld Csaba             |
| Basil Karlo / Agyagpofa        | Jun Fukuyama     | Brandon Hearnsberger | Moser Károly           |
| Nanaue / Cápakirály            | Subaru Kimura    | Andrew Love          | Papucsek Vilmos        |
| Rick Flag                      | Taku Yashiro     | Jeremy Gee           | Hám Bertalan           |
| Amanda Waller                  | Kujira           | Jasmine Renee Thomas | Kocsis Mariann         |
| Tatsu Yamashiro / Katana       | Chika Anzai      | Genevieve Simmons    | Mikita Dorka           |
| Fione hercegnő                 | Reina Ueda       | Luci Christian       | Ince Sára              |
| Aldora királynő                | Mamiko Noto      | Patricia Duran       | Juhász Réka            |
| Cecil                          | Jun Fukushima    | John Gremillion      | Maday Gábor            |
| Otis Flannegan / Patkányfogó   | Yoji Ueda        | Adam Noble           | Seder Gábor            |
| Clifford DeVoe / Agyas         | Hochu Otsuka     | Jay Hickman          | Kapácsy Miklós         |
| June Moon / Varázslónő         | Shizuka Ito      | Christina Kelly      | Szentesi Dorottya      |
| Waylon Jones / Gyilkos Krok    | Taro Kiuchi      | Joe Palmore          | Fehér Péter            |
| Élőholt király                 | Yukari Tamura    | Jade Kelly           | Vadász Bea             |
| Nyakigláb                      | Masashi Yamane   | Cyrus Rodas          | Hegedűs Miklós         |
| Arthur, a sárkány              | Kokoa Amano      | Chaney Moore         |                        |

### Magyar változat[16]
- Magyar szöveg: Imri László
- Hangmérnök: Halas Péter
- Vágó: Wünsch Attila
- Gyártásvezető: Vígvári Ágnes
- Szinkronrendező: Szalay Csongor
- Produkciós vezető: Jávor Barbara
- Felolvasó: Galambos Péter

A szinkront az HBO megbízásából a Direct Dub Studios készítette.

## Zene
Az Öngyilkos osztag: Iszekai nyitótémája az Another World Tomoyasu Hotei előadásában, zárótémája pedig az Go-Getters Mori Calliope előadásában hangzik el.

## Epizódlista
| Sor. | Év. | Cím                   | Rendező        | Író             | Premier                                 |
| ---- | --- | --------------------- | -------------- | --------------- | --------------------------------------- |
| 1.   | 1.  | 1. rész (Episode 1)   | Eri Osada      | Eri Osada       | 2024. július 6. 2024. június 27.        |
| 2.   | 2.  | 2. rész (Episode 2)   | Kyōhei Suzuki  | Taku Namiki     | 2024. július 13. 2024. június 27.       |
| 3.   | 3.  | 3. rész (Episode 3)   | Asaka Yokoyama | Fuminori Kizaki | 2024. július 20. 2024. június 27.       |
| 4.   | 4.  | 4. rész (Episode 4)   | TBA            | TBA             | 2024. július 27. 2024. július 4.        |
| 5.   | 5.  | 5. rész (Episode 5)   | TBA            | TBA             | 2024. augusztus 3. 2024. július 11.     |
| 6.   | 6.  | 6. rész (Episode 6)   | TBA            | TBA             | 2024. augusztus 10. 2024. július 18.    |
| 7.   | 7.  | 7. rész (Episode 7)   | TBA            | TBA             | 2024. augusztus 17. 2024. július 25.    |
| 8.   | 8.  | 8. rész (Episode 8)   | TBA            | TBA             | 2024. augusztus 24. 2024. augusztus 1.  |
| 9.   | 9.  | 9. rész (Episode 9)   | TBA            | TBA             | 2024. augusztus 31. 2024. augusztus 8.  |
| 10.  | 10. | 10. rész (Episode 10) | TBA            | TBA             | 2024. szeptember 7. 2024. augusztus 15. |

## Marketing
Az anime népszerűsítésére 2024. március 23-án egy "Isekai Great Villain Violent Party" tartottak az AnimeJapan találkozón.
2024 júniusában megjelent az interneten egy 30 másodperces előzetes.